# ご存知!ふんどし頭巾
ご存知!ふんどし頭巾（ごぞんじ!ふんどしずきん）は1997年10月10日に公開された日本の映画作品。秋元康企画・原作、小松隆志監督、内藤剛志主演。シネマジャパネスク作品。上映時間99分。

## ストーリー
少年時代、怪獣のぬいぐるみ役者であった亡父の波瀾万丈の人生を嫌い、平凡で当たり前の人生を過ごすことに決めた帆立沢小鉄は、大手繊維メイカーでサラリーマンをしている。彼はあまりにお人好しの性格のため、上司は勿論、同僚や後輩からもバカにされ、妻には相手にされず、娘の不倫現場を目撃しても何も言えない情けない男だった。ある日、小鉄はパンツマンと名乗る正義の味方と出会う。チンピラに絡まれ困っていた女性を果敢にも助けたパンツマンの姿に感動した彼は、我慢することは美ではないことに気づき、悪いことは悪いと言おうと決心する。この時から小鉄は父の遺品であるふんどしを被って、ふんどし頭巾を名乗ることになった。小鉄の会社の部長・諌早は、厚務省事務次官の赤森に賄賂を贈り、裏取引に懸命になっている。赤森の息子で秘書の塔壱が小鉄の弟の友人であったことから、彼と親しい小鉄は部長補佐に昇格した。諌早の下、会社のためと言いながら、こうして小鉄は汚職工作に巻き込まれてしまう。しかし、社内で唯一小鉄に同情を寄せてくれているＯＬの光が、赤森の接待のために料亭に呼ばれて行ったことには、小鉄にも我慢がならなかった。クビを覚悟でふんどし頭巾に変身した小鉄は、彼女を赤森から救い出す。翌日、赤森と諌早の関係がマスコミに流れた。諌早たちは巧みに事件の責任を小鉄や塔壱になすりつけようとしたが、接待の現場をこっそり録画しておいた光のビデオを持って現れたふんどし頭巾の活躍で、赤森たちの悪事は全て明らかになる。その後、会社を辞めた小鉄は家族の絆を取り戻し、父の跡を継いでデパートのヒーローショーのぬいぐるみ役者になっている。

## スタッフ
- 企画・原作：秋元康
- プロデューサー：室岡信明、長坂信人
- 監督：小松隆志
- 脚本：遠藤察男
- 撮影：加藤雄大
- 美術：佐々木修
- 照明：大久保武志
- 音楽：埜巴紀見男
- 編集：鵜飼邦彦
- 録音：武進
- 音響効果：福島行朗
- 助監督：石田和彦
- 製作：シネマジャパネスク
- 配給：松竹株式会社

## キャスト
- 帆立沢小鉄：内藤剛志
- 瑠璃ヶ丘光：坂井真紀
- 帆立沢輪紗美：菅野美穂
- 榎田一平太：蛭子能収
- 帆立沢史美：石井苗子
- 諌早要：岸部一徳
- 赤森栄次朗：財津一郎
- 犬山鉄平（パンツマン）：金田明夫
- 帆立沢一鉄：大杉漣
- 赤森塔壱：吹越満
- 中年男：寺田農
- アイダ：保積ペペ
- OL：佐伯伽耶

## 挿入歌
- 天地真理「恋する夏の日」
- 平阪佳久「戦え!シロバイカー」